# Spoorlijn Hagen - Dieringhausen
De spoorlijn Hagen - Dieringhausen, ook wel Volmetalbahn genoemd, is een Duitse spoorlijn en is als lijn 2810 onder beheer van DB Netze.

## Geschiedenis
Het traject werd als alternatief voor de spoorlijn Hagen - Haiger aangelegd tussen 1871 en 1893. In 1910 is het gedeelte tussen Hagen en Oberhagen gesloten en opgebroken.

## Treindiensten
De Deutsche Bahn verzorgt het personenvervoer op dit traject met RB-treinen.
| Serie | Treinsoort                  | Route | Bijzonderheden                                                                    |
| ----- | --------------------------- | --- | --------------------------------------------------------------------------------- |
| RB 25 | Regionalbahn (DB Regio NRW) | Köln Hansaring – Köln Hbf – Rösrath – Overath – Dieringhausen – Gummersbach – Meinerzhagen – Brügge (Westf) – Lüdenscheid | Oberbergische Bahn Köln-Engelskirchen 2x per uur, 1x per uur van/naar Lüdenscheid |
| RB 52 | Regionalbahn (DB Regio NRW) | Lüdenscheid – Brügge (Westf) – Schalksmühle – Hagen Hbf – Herdecke – Dortmund Tierpark – Dortmund Hbf                     | Volmetal-Bahn zondagmorgen 1x per twee uur Hagen-Lüdenscheid                      |

## Aansluitingen
In de volgende plaatsen is of was er een aansluiting op de volgende spoorlijnen:
Hagen Hauptbahnhof
DB 26, spoorlijn tussen Hagen Hauptbahnhof en Hagen-Eckesey
DB 2400, spoorlijn tussen Düsseldorf en Hagen
DB 2550, spoorlijn tussen Aken en Kassel
DB 2800, spoorlijn tussen Hagen en Haiger
DB 2801, spoorlijn tussen Hagen en Dortmund
DB 2804, spoorlijn tussen Hagen en Hagen-Heubing
DB 2816, spoorlijn tussen Hagen en Ennepetal-Altenvoerde
DB 2817, spoorlijn tussen de aansluiting Reisiepen Nord en Reisiepen Süd
DB 2818, spoorlijn tussen de aansluiting Reisiepen Nord en Reisiepen Süd
DB 2819, spoorlijn tussen Hagen en Hagen-Oberhagen
Oberhagen
DB 2819, spoorlijn tussen Hagen en Hagen-Oberhagen
Brügge
DB 2813, spoorlijn tussen Brügge en Lüdenscheid
Oberbrügge
DB 2814, spoorlijn tussen Oberbrügge en Wipperfürth
Meinerzhagen
DB 2815, spoorlijn tussen Meinerzhagen en Krummenerl
Marienheide
DB 2707, spoorlijn tussen Bergisch Born en Marienheide
Dieringhausen
DB 2657, spoorlijn tussen Siegburg/Bonn en Olpe

## Galerij

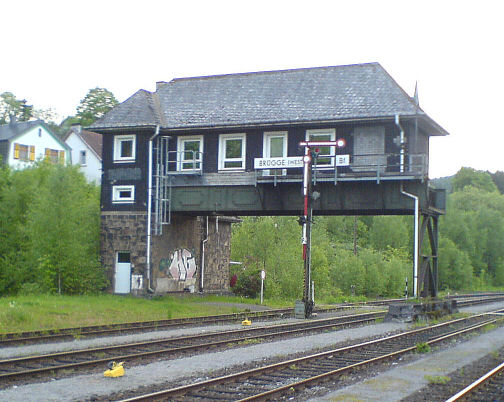
Stelwerk in Brügge
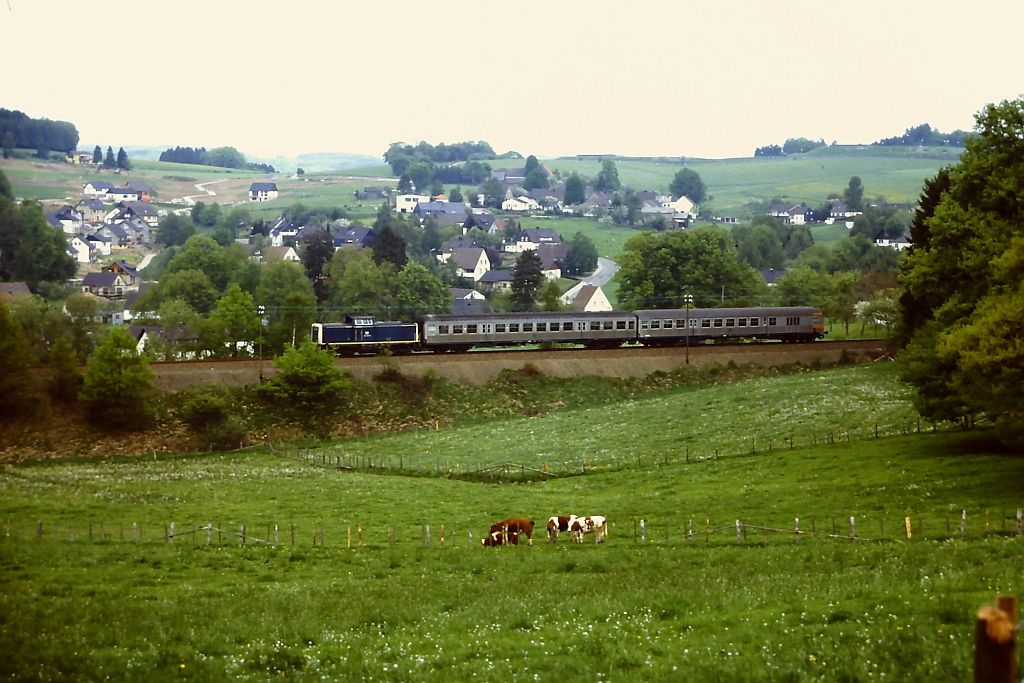
DB 212 312-3 op 23 mei 1986 vanuit Marienheide naar Meinerzhagen
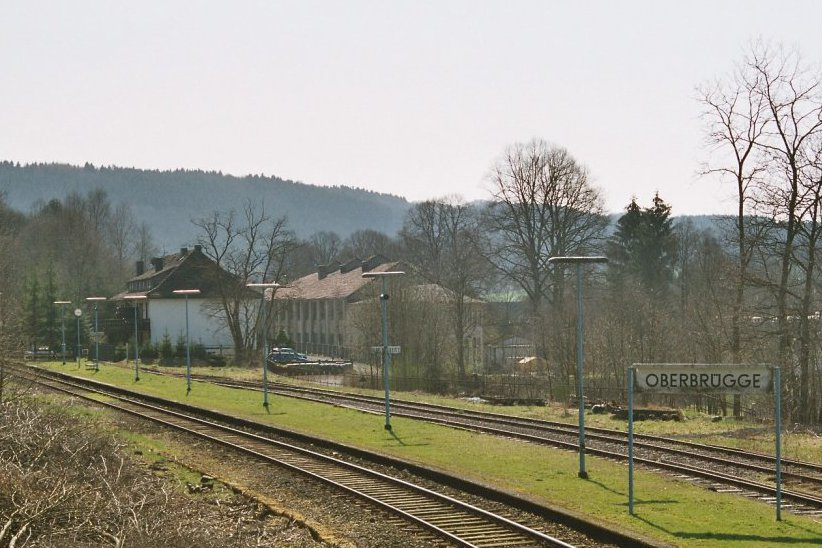
Station Oberbrügge in 2005